# Nikolai Rezànov
Nikolai Petróvitx Rezànov (en rus Николай Петрович Резанов) (Sant Petersburg, 28 de març de 1764 – Krasnoiarsk, Sibèria, 8 de març de 1807) fou un noble i estadista rus que va promoure la colonització d'Alaska i Califòrnia per part de Rússia.
Era un dels deu barons de Rússia, va ser el primer ambaixador rus al Japó (1804) i va fer el primer intent de Rússia de circumnavegar el món (1803), comandant personalment l'expedició fins a Kamtxatka. Va ser també autor d'un lèxic japonès i de diverses altres obres, que es guarden a la biblioteca de l'Acadèmia de Ciències de Sant Petersburg, de la qual era membre. Va ser recordat molts anys després de la seva mort per haver creat la Companyia de Pells Russoamericana i per l'interès que les polítiques seguides en aquesta empresa despertaven en els estudiants d'història, les quals, si no hagués estat per la seva mort extemporània, haurien pogut canviar els destins de Rússia i dels Estats Units.

## La Companyia Russoamericana
El 1791, Rezànov es va incorporar al grup de Gavriil Derjavin, que era secretari privat de l'Emperadriu. Diversos anys abans, en conèixer Grigori Xélikhov, de la Companyia de Pells Xélikhov-Gólikov, Rezànov es va interessar en el projecte del comerciant d'obtenir un monopoli sobre el comerç de pells en aquelles llunyanes regions. Ja cansat dels plaers d'una cort dissoluta, es va convertir en soci de la companyia, i ràpidament es va transformar en un hàbil home de negocis.
En morir Xélikhov el 1795, Nikolai es va convertir en el líder d'un conjunt de riques companyies i va decidir que obtindria per a ell i els seus socis una sèrie de privilegis anàlegs als que la Gran Bretanya li havia concedit a la Companyia de les Índies Orientals. Acabava de persuadir Caterina II que signés la seva autorització quan aquesta va morir, per la qual cosa es va veure obligat a començar novament el tràmit amb Pau I, que posseïa una personalitat summament inestable i intractable. Per algun temps les perspectives d'èxit es van esvair, però l'habilitat, la subtilesa i el tacte de Rezànov finalment van triomfar i, poc temps abans de l'assassinat del tsar, Nikolai va obtenir la seva signatura en el document que li atorgava a la Companyia Russoamericana durant vint anys el domini sobre les costes del nord-oest d'Amèrica, més amunt dels 55 graus de latitud nord i sobre la cadena d'illes que s'estenen al nord de Kamtxatka fins a Alaska (les illes Aleutianes), i des de la punta sud fins al Japó (les Kurils).
Les pràctiques monopolístiques de la Companyia Russoamericana van anorrear les altres petites empreses i els comerciants independents i fins a principis del segle xix van ser una important font d'ingressos per a Rezànov i els altres accionistes, inclosos alguns membres de la família imperial russa. L'ocàs es va deure a la manca d'una gestió adequada i al desproveïment d'aliments en els llocs comercials, que foren motiu de fortes pèrdues i en gran manera van ser els causants de la seva ruïna. Un cop conclosa l'ambaixada de Rezànov al Japó, va arribar a Kamtxatka el 1805 i es va trobar amb l'ordre de romandre a les colònies russes com a inspector imperial i plenipotenciari de la Companyia, per tal de corregir els abusos i excessos que estaven arruïnant aquesta gran empresa. Per a això es va embarcar en un lent periple cap al port de Novoarkhànguelsk, a Alaska, detenint-se en les illes que anava trobant pel camí. Va establir mesures de protecció dels animals dels quals s'extreien les pells a causa de les matances indiscriminades que s'estaven produint, que castigaven i fins i tot prohibien de caçar aquells que havien violat de manera més flagrant les lleis de la Companyia. Va introduir la influència "civilitzadora" d'escoles i biblioteques, a les quals ell mateix va donar la majoria dels llibres. Fins i tot, va crear diverses escoles de cuina per a millorar les condicions de l'alimentació del personal en aquelles colònies.